# Jozy Altidore
Josmer „Jozy“ Volmy Altidore (* 6. November 1989 in Livingston, New Jersey) ist ein US-amerikanischer Fußballspieler. Der Stürmer spielt für New England Revolution.

## Karriere

### Jugend
Altidore kam in Livingston, New Jersey, zur Welt. Er verbrachte die meiste Zeit seiner Jugend in Boca Raton, Florida, und besuchte dort die Boca Prep International School, bei dessen Schulmannschaft er aktiv war. Seine Eltern, Joseph und Giselle, stammen aus Haiti. Neben der Schule war er noch in den lokalen Fußballmannschaften GBYSA und Boca Juniors Soccer Club aktiv.
Noch während seiner Schulzeit wechselte er, aufgrund seines überdurchschnittlichen Talents, in das U17-Förderungsprogramm des US-amerikanischen Fußballverbandes, welches er an der IMG Soccer Academy in Bradenton, Florida absolvierte.

### New York Red Bulls
Im MLS SuperDraft 2006 wurde er von den New York Red Bulls als 17. Pick ausgewählt. Seine erste Saison verbrachte Altidore zum größten Teil in Florida, um seinen Highschool-Abschluss zu absolvieren.
Sein erstes Spiel für die Red Bulls absolvierte er am 23. August 2006. Altidore wurde im U.S.-Open-Cup-Spiel gegen DC United eingewechselt. Sein erstes Tor erzielte er am 16. September 2006, damals war er 16 Jahre alt. Obwohl er den größten Teil der Saison nicht bei der Mannschaft war, konnte er doch drei Tore in sieben Spielen erzielen. Außerdem erlangte er große Popularität bei den Fans. Noch heute ist er der jüngste Spieler, der ein Tor in den Play-offs der MLS erzielt hat.

### FC Villarreal
Am 4. Juni 2008 einigten sich die Major League Soccer und die New York Red Bulls auf einen Verkauf von Altidore an den spanischen Erstligisten FC Villarreal. Die Spanier zahlten eine Ablösesumme in Höhe von 7,4 Millionen € (10 Millionen Dollar), welches bis heute die höchste Ablösesumme für einen Spieler aus der MLS ist. Am 11. Juni 2008 unterzeichnete Altidore seinen Vertrag und gab am 14. September 2008 sein Debüt in der Primera División. Im Spiel gegen Athletic Bilbao erzielte er sein erstes Tor für Villarreal, welches zugleich das erste eines US-Amerikaners in der ersten spanischen Liga war.

#### Deportivo Xerez
In der Winterpause der Saison 2008/09 wurde er bis zum Saisonende an den Zweitligisten Deportivo Xerez ausgeliehen. Er sollte dort mehr Spielpraxis sammeln und die spanische Kultur besser kennenlernen.
Am 16. April 2009 wurde er an seinem Zehnagel operiert. So war er über einen Monat verletzt und absolvierte so nie ein Spiel für Xerez.

#### Hull City
Am 5. August 2009 wurde Altidores leihweiser Wechsel zum englischen Premier-League-Verein Hull City bekanntgegeben. Der Vertrag beinhaltet eine Kaufoption, wonach Altidore am Ende der Saison für eine Ablösesumme von 6,5 Millionen Pfund als Fixzugang zum englischen Verein wechseln kann.
Am 22. August gab Altidore sein Debüt bei Hull City, als er im Heimspiel gegen die Bolton Wanderers in der 60. Spielminute für Caleb Folan ins Spiel kam und nur eine Minute später die Vorlage für den 1:0-Siegestreffer durch Kamel Ghilas machte. Am 6. Februar hat Altidore sein erstes Ligator gemacht. Der Gegner in dieser Partie hieß Manchester City und Altidore hat den 1:0-Führungstreffer geschossen. Zuvor hatte er bereits im Carling Cup seinen ersten Treffer für Hull City in Form eines Freistoßes gemacht.

#### Bursaspor
Die Hinrunde der Saison 2010/11 spielte er wieder für Villarreal, ehe er am 31. Januar 2011 für sechs Monate an Bursaspor ausgeliehen wurde. Dort erzielte er am 8. April 2011 sein erstes Tor in der Süper Lig.
Insgesamt kam er für Bursaspor zwölf Mal zum Einsatz und erzielte dabei einen Treffer.

### AZ Alkmaar
Am 15. Juli wechselte Altidore für eine Ablösesumme von 1,5 Millionen Euro zum AZ Alkmaar in die niederländische Eredivisie, wo er am 7. August 2011 im Spiel gegen PSV Eindhoven debütierte, bei dem er in der 2. Halbzeit eingewechselt wurde und kurz darauf zum 3:1-Endstand traf. Am 9. Mai 2013 stand er mit Alkmaar im Pokalfinale und erzielte beim 2:1-Sieg gegen PSV das Tor zur zwischenzeitlichen 2:0-Führung.

### AFC Sunderland
Am 8. Juli 2013 bestätigte der AFC Sunderland die Verpflichtung des US-amerikanischen Nationalspielers.

### Toronto FC
In der Winter-Transferperiode der Saison 2014/15 kehrte Altidore in die Major League Soccer zurück und schloss sich dem Toronto FC an. In sieben Spielzeiten erzielte er für Toronto 70 Tore in 153 Spielen und war beste kanadische Mannschaft in den Jahren 2016, 2017 und 2018.

### New England Revolution
Im Februar 2022 wechselte er ablösefrei zu New England Revolution, wurde nach 17 Spielen im Juli 2022 aber an den mexikanischen Verein Club Puebla verliehen.

### Nationalmannschaft

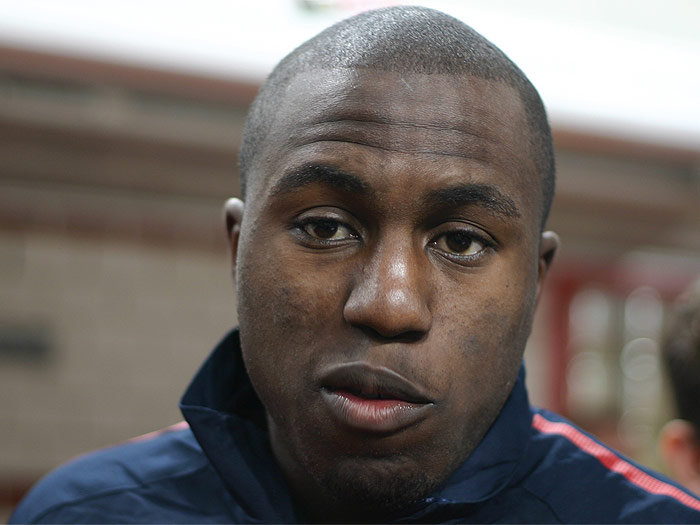
Jozy Altidore im März 2010

Im November 2007 bestritt Jozy Altidore sein erstes A-Länderspiel für die USA.
Er gehörte auch zum Kader der U-20-Nationalmannschaft der USA. Beim 6:1-Sieg über Polen in der Gruppenphase der U-20-Weltmeisterschaft 2007 gelang ihm ein Tor. Im letzten Gruppenspiel gegen Brasilien erzielte er beide Tore zum Sensationssieg der USA. Trotz des Ausscheidens im Viertelfinale gegen Österreich mit 1:2 konnte Altidore vier WM-Tore erzielen. Seit diesem Zeitpunkt haben mehrere internationale Spitzenklubs an ihm Interesse bekundet.
Am 6. Februar 2008 bestritt Altidore gegen Mexiko sein drittes A-Länderspiel und erzielte dabei sein erstes Länderspieltor für die A-Auswahl. Am 19. Januar wurde er bereits gegen Schweden eingewechselt und zuvor spielte er gegen Südafrika.
Altidore nahm 2008 an den Olympischen Spielen in Peking teil, dort schied jedoch die U-23-US-Auswahl in der Gruppe mit vier Punkten aus. Für das Viertelfinale hatten sich die Niederlande und Nigeria qualifiziert. Altidore konnte bei diesem Turnier ein Tor erzielen. Er spielte meist nur eine Halbzeit in den drei Spielen. Mit einem Hattrick beim 3:0-Sieg gegen Trinidad und Tobago im Nationalteam ist Altidore nun der jüngste Amerikaner, der in einem internationalen Fußballspiel einen Hattrick erzielt hat.
Beim Confed-Cup 2009 in Südafrika wurde Altidore mit den Vereinigten Staaten Zweiter. Ein Jahr später stand er bei jedem Spiel der USA bei der Fußball-Weltmeisterschaft 2010 auf dem Platz.
Beim CONCACAF Gold Cup 2011 war er einer der Schlüsselspieler der Mannschaft. Er erzielte das erste Tor für die USA bei diesem Turnier und sicherte mit seinem Tor gegen Guadeloupe den Einzug in das Viertelfinale. Dort verletzte er sich allerdings und konnte nicht mehr am weiteren Turnierverlauf teilnehmen. Ohne Altidore erreichte das US-Team das Finale, wo man wie schon 2009 Mexiko unterlag. Für den CONCACAF Gold Cup 2013, den die USA gewannen, wurde er nicht nominiert.
In der Qualifikation für die WM 2014 hatte er 13 Einsätze und erzielte vier Tore. Bei der WM hatte er aber nur einen 23-minütibgen Kurzeinsatz beim 2:1-Sieg gegen Ghana. Auch beim CONCACAF Gold Cup 2015 hatte er nur zwei Einsätze in der Gruppenphase. Seine Mannschaft scheiterte anschließend im Halbfinale an Jamaika und verlor anschließend das Spiel um Platz 3 im Elfmeterschießen gegen Panama. Als Sieger von 2013 mussten die US-Amerikaner gegen Mexiko den Sieger von 2015 ein Playoff-Spiel um den CONCACAF-Startplatz beim FIFA-Konföderationen-Pokal 2017 bestreiten. In diesem Spiel kam er zum Einsatz, verlor aber mit seiner Mannschaft mit 2:3 nach Verlängerung. Altidore wurde nach 98 Minuten ausgewechselt und der für ihn eingewechselte Bobby Wood erzielte zehn Minuten nach seiner Einwechslung den zwischenzeitlichen Ausgleich zum 2:2.
In der Qualifikation zur WM 2018 hatte er 15 Einsätze und war mit acht Toren bester Torschütze seiner Mannschaft und zweitbester Torschütze der CONCACAF. Er konnte aber auch nicht verhindern, das seine Mannschaft erstmals seit 1986 die WM wieder verpasste. Beim zwischen den Qualifikationsspielen ausgespielten CONCACAF Gold Cup 2017 hatte er drei Einsätze und erzielte zwei Tore, darunter das erste Tor beim 2:1-Finalsieg gegen Jamaika. Beim CONCACAF Gold Cup 2019 kam er zu vier Einsätzen und erzielte im letzten Gruppenspiel das Tor zum 1:0-Sieg gegen Panama. Auch im mit 0:1 gegen Mexiko verlorenen Finale kam er zum Einsatz. Dies ist sein bisher letzter Einsatz für die Nationalmannschaft.

## Auszeichnungen
- Fußballer des Jahres der USA: 2013, 2016
- Fútbol de Primera Player of the Year (Journalistenpreis): 2013, 2016

## Trivia
Altidore repräsentierte als Werbeträger Adidas in der „Impossible is Nothing“-Kampagne und war auf der nordamerikanischen Version von FIFA 08 von EA Sports auf dem Cover zu sehen.
Im November 2006 besuchte er zusammen mit Seth Stammler und Jerrod Laventure sechs Tage lang Haiti. Die drei Fußballspieler waren zusammen mit dem Musiker Wyclef Jean dort, um im Rahmen seiner Wohltätigkeitsorganisation Yéle Haiti als Botschafter zu fungieren. Jean trug auch das Trikot von Altidore bei seinem Auftritt während der Halbzeitshow des Eröffnungsspiels der Red Bull Arena.
Nach dem Erdbeben auf Haiti 2010 engagierte er sich für Yéle Haiti und sammelte Spenden für die Organisation. Bei CNN äußerte er sich über seine auf Haiti lebenden Familienmitglieder und bat um weitere Spendengelder.
Altidore ist mit der US-amerikanischen Tennisspielerin Sloane Stephens liiert. Ende April 2019 hat sich das Paar verlobt. Am Neujahrstag 2022 hat das Paar im St. Regis Bal Harbour Resort in Miami Beach, Florida, geheiratet.
Seit dem 11. Dezember 2024 ist Altidore Minderheitseigentümer des NFL-Teams der Buffalo Bills.

## Erfolge
- Spanischer Zweitligameister 2008/09 (mit Deportivo Xerez, ohne Einsatz)
- Niederländischer Pokalsieger 2012/13 (Torschütze im Finale)
- Kanadischer Meister 2017, 2018, 2019 (als beste kanadische Mannschaft der MLS)
- Nordamerikanischer Meister 2017
- CONCACAF Gold Cup 2017